# Nervus cutaneus brachii lateralis superior
De nervus cutaneus brachii lateralis superior (letterlijk: bovenste zijhuidzenuw van de arm) is een zenuw in de bovenarm. Het is een afsplitsing van de nervus axillaris en innerveert het cutane gebied van de musculus deltoides (oftewel de huid die bij de musculus deltoides hoort, een gebied aan de bovenkant van de opperarm).

## Locatie

Dermatoomkaart van de arm. Het blauwe gebied met de aanduiding Axillary, sup. lat. cut. wordt door de nervus cutaneus brachii lateralis superior geïnnerveerd

De nervus cutaneus brachii lateralis superior loopt dorsaal van de proximale humerus, door de musculus deltoides heen. Een beschadiging van de proximale humerus kan leiden tot uitval van de gevoelszenuw en beperkt de abductie van de arm door de musculus deltoides.